# Bärnreuth (Mistelgau)
Bärnreuth ist ein Gemeindeteil der Gemeinde Mistelgau im Landkreis Bayreuth (Oberfranken, Bayern). Bärnreuth liegt in der Gemarkung Mengersdorf.

## Geografie
Die Einöde liegt am Fuße der bewaldeten Anhöhe Lehenberg (472 m ü. NHN, 0,6 km nordwestlich) zwischen den zwei Quellbächen des Tellerbachs, eines linken Zuflusses des Leimbachs. Ein Wirtschaftsweg führt zu einer Gemeindeverbindungsstraße bei Außerleithen (1 km nördlich).

## Geschichte
Bärnreuth gehörte zur Realgemeinde Mengersdorf. Gegen Ende des 18. Jahrhunderts bestand Bärnreuth aus zwei Anwesen. Die Hochgerichtsbarkeit stand dem bayreuthischen Stadtvogteiamt Bayreuth zu. Grundherr der beiden Gütlein war das Rittergut Wiesenthau.
Von 1797 bis 1810 unterstand der Ort dem Justiz- und Kammeramt Bayreuth. Mit dem Gemeindeedikt wurde Bärnreuth dem 1812 gebildeten Steuerdistrikt Truppach zugewiesen. Zugleich entstand die Ruralgemeinde Bärnreuth, zu der Außerleithen, Pensenleithen und Schnackenwöhr gehörten. Mit dem Gemeindeedikt von 1818 wurde die Gemeinde in die Ruralgemeinde Obernsees eingegliedert. 1854 erfolgte die Umgemeindung von Bärnreuth nach Mengersdorf. Am 1. Januar 1969 wurde Bärnreuth nach Truppach eingemeindet, das am 1. Januar 1972 im Zuge der Gebietsreform in Bayern in die Gemeinde Mistelgau eingegliedert wurde.

## Einwohnerentwicklung
| Jahr      | 001819 | 001822 | 001861 | 001871 | 001885 | 001900 | 001925 | 001950 | 001961 | 001970 | 001987 |
| Einwohner | 6      | 12     | 17     | 8      | 7      | 7      | 4      | 4      | 0      | 0      | 1      |
| Häuser    |        | 2      |        |        | 1      | 1      | 1      | 1      | 1      |        | 1      |
| Quelle    | [ 9 ]  | [ 6 ]  | [ 10 ] | [ 11 ] | [ 12 ] | [ 13 ] | [ 14 ] | [ 15 ] | [ 16 ] | [ 17 ] | [ 1 ]  |

## Religion
Bärnreuth ist seit der Reformation evangelisch-lutherisch geprägt und nach St. Otto (Mengersdorf) gepfarrt.